# Blitz Basic
Blitz Basic är ett BASIC-liknande programspråk ursprungligen framtaget för spelutveckling på Amiga. Språket nådde större spridning i samband med att version två släpptes, och i mitten av 1990-talet var dess popularitet bland aspirerande spelutvecklare jämförbar med den hos AMOS. Under 2000-talet har språket etablerat sig på Windows-plattformen.

## Programexempel
"Hello, World!" i Blitz Basic (version 2):
```
NPrint "Hello, World!"
```